# Сапрон
Сапро́н — село  в Воловском районе Липецкой области России. Входит в состав Большеивановского сельсовета.

## География
Деревня находится в юго-западной части Липецкой области, в лесостепной зоне, в пределах восточных отрогов Среднерусской возвышенности, при административной границе с Тербунским районом (село Борки). 
Вся деревня пронизана искусственным прудом и вытекающими от него ручьями, после чего впадающими в реку Олым. Из-за этого улица, находящаяся в деревне, называется Речной. 
Климат умеренно континентальный с теплым летом и умеренно морозной зимой.

## Население
| 2010 | 2012 |
| ---- | ---- |
| 231  | ↗237 |

## Экономика
Раньше в деревне работал колхоз и гараж по обработке стальных деталей. На сегодняшний день оба предприятия закрыты и не активны.